# FC Zwolle in het seizoen 1998/99
Het seizoen 1998/1999 was het 88e jaar in het bestaan van de Zwolse voetbalclub FC Zwolle. De club kwam uit in de Eerste divisie en nam ook deel aan het toernooi om de KNVB beker.

## Wedstrijdstatistieken

### Eerste divisie
| 1e speelronde | FC Zwolle                                                         | 0 – 3 (0 – 2) | BV Veendam | Opstelling FC Zwolle: |
| 22 augustus 1998 Aanvangstijd: --:-- uur Plaats: Zwolle Oosterenkstadion Toeschouwers: 2.150 Scheidsrechter: Wilfred van der Pas          |                                                                   |               | 15' Arjan Ebbinge 24' Joseph Oosting 66' Bob Mulder                                                                             |                       |
| 2e speelronde | FC Den Bosch                                                      | 0 – 0         | FC Zwolle | Opstelling FC Zwolle: |
| 29 augustus 1998 Aanvangstijd: --:-- uur Plaats: 's-Hertogenbosch Stadion De Vliert Toeschouwers: 1.950 Scheidsrechter: Patrick Gerritsen |                                                                   |               | |                       |
| 3e speelronde | FC Zwolle                                                         | 1 – 1 (1 – 0) | Eindhoven | Opstelling FC Zwolle: |
| 5 september 1998 Aanvangstijd: --:-- uur Plaats: Zwolle Oosterenkstadion Toeschouwers: 1.850 Scheidsrechter: Eugène Westerink             | Arjan Bosschaart 5'                                               |               | 61' Roland Vroomans |                       |
| 4e speelronde | Helmond Sport                                                     | 0 – 3 (0 – 1) | FC Zwolle | Opstelling FC Zwolle: |
| 12 september 1998 Aanvangstijd: --:-- uur Plaats: Helmond De Braak Toeschouwers: 2.100 Scheidsrechter: Ron Karremans                      |                                                                   |               | 34' Marco Roelofsen 74' Arne Slot 90' (pen) Claus Boekweg                                                                       |                       |
| 5e speelronde | VVV                                                               | 1 – 1 (0 – 1) | FC Zwolle | Opstelling FC Zwolle: |
| 25 september 1998 Aanvangstijd: --:-- uur Plaats: Venlo De Koel Toeschouwers: 2.750 Scheidsrechter: Rien Koopman                          | Milco Pieren 66'                                                  |               | 45' Ignacio Tuhuteru |                       |
| 6e speelronde | FC Dordrecht                                                      | 1 – 6 (0 – 4) | FC Zwolle | Opstelling FC Zwolle: |
| 28 september 1998 Aanvangstijd: --:-- uur Plaats: Dordrecht Stadion Krommedijk Toeschouwers: 1.300 Scheidsrechter: Harrie van Beek        | Rick Hoogendorp (pen) 59'                                         |               | 5' Ignacio Tuhuteru 27' Dirk-Jan Derksen 42' Dirk-Jan Derksen 45' (pen) Claus Boekweg 68' Dirk-Jan Derksen 82' Arjan Bosschaart |                       |
| 7e speelronde | FC Zwolle                                                         | 1 – 1 (1 – 0) | Telstar | Opstelling FC Zwolle: |
| 3 oktober 1998 Aanvangstijd: --:-- uur Plaats: Zwolle Oosterenkstadion Toeschouwers: 2.750 Scheidsrechter: Eric Braamhaar                 | Ignacio Tuhuteru 31'                                              |               | 67' Raoul Henar |                       |
| 8e speelronde | Heracles Almelo                                                   | 0 – 5 (0 – 4) | FC Zwolle | Opstelling FC Zwolle: |
| 19 oktober 1998 Aanvangstijd: --:-- uur Plaats: Almelo Bornsestraat Toeschouwers: 4.515 Scheidsrechter: Wout Schaap                       |                                                                   |               | 10' Dirk-Jan Derksen 12' Ignacio Tuhuteru 17' Ignacio Tuhuteru 23' Jan Gerver 90' Sami Ristilä                                  |                       |
| 9e speelronde | FC Zwolle                                                         | 0 – 1 (0 – 1) | Emmen | Opstelling FC Zwolle: |
| 24 oktober 1998 Aanvangstijd: --:-- uur Plaats: Zwolle Oosterenkstadion Toeschouwers: 3.150 Scheidsrechter: Ruud Bossen                   |                                                                   |               | 45' Martin Drent |                       |
| 10e speelronde | TOP Oss                                                           | 1 – 1 (0 – 1) | FC Zwolle | Opstelling FC Zwolle: |
| 31 oktober 1998 Aanvangstijd: --:-- uur Plaats: Oss TOP Oss stadion Toeschouwers: 2.148 Scheidsrechter: Pieter Vink                       | Stefan Jansen 65'                                                 |               | 38' Ignacio Tuhuteru |                       |
| 11e speelronde | FC Zwolle                                                         | 2 – 2 (2 – 1) | FC Volendam | Opstelling FC Zwolle: |
| 7 november 1998 Aanvangstijd: --:-- uur Plaats: Zwolle Oosterenkstadion Toeschouwers: 3.450 Scheidsrechter: Jac Schenkels                 | Arne Slot 8' Marco Roelofsen (pen) 10'                            |               | 20' Silvan Inia 53' Silvan Inia                                                                                                 |                       |
| 12e speelronde | FC Zwolle                                                         | 2 – 1 (1 – 1) | FC Groningen | Opstelling FC Zwolle: |
| 12 november 1998 Aanvangstijd: --:-- uur Plaats: Zwolle Oosterenkstadion Toeschouwers: 3.650 Scheidsrechter: René Temmink                 | Marco Roelofsen 6' Robert Wijnands 72'                            |               | 15' Melchior Schoenmakers |                       |
| 13e speelronde | FC Zwolle                                                         | 3 – 1 (1 – 1) | Go Ahead Eagles | Opstelling FC Zwolle: |
| 15 november 1998 Aanvangstijd: --:-- uur Plaats: Zwolle Oosterenkstadion Toeschouwers: 2.500 Scheidsrechter: Wilfred van der Pas          | Sieme Zijm 8' Gerald van den Belt 69' Sami Ristilä 87'            | IJsselderby   | 12' Bram Marbus |                       |
| 14e speelronde | ADO Den Haag                                                      | 2 – 1 (2 – 1) | FC Zwolle | Opstelling FC Zwolle: |
| 23 november 1998 Aanvangstijd: --:-- uur Plaats: Den Haag Zuiderparkstadion Toeschouwers: 2.516 Scheidsrechter: Peter van Dongen          | Maarten Bak 3' Maarten Bak 12'                                    |               | 17' Arne Slot |                       |
| 15e speelronde | FC Zwolle                                                         | 3 – 2 (2 – 1) | RBC | Opstelling FC Zwolle: |
| 28 november 1998 Aanvangstijd: --:-- uur Plaats: Zwolle Oosterenkstadion Toeschouwers: 3.150 Scheidsrechter: Eric Kooij                   | Martijn Abbenhues 3' Gerald van den Belt 35' Arne Slot 57'        |               | 18' Eric Hellemons 56' John Lammers                                                                                             |                       |
| 16e speelronde | Haarlem                                                           | 0 – 2 (0 – 2) | FC Zwolle | Opstelling FC Zwolle: |
| 7 december 1998 Aanvangstijd: --:-- uur Plaats: Haarlem Haarlemstadion Toeschouwers: 1.688 Scheidsrechter: Hugo Luijten                   |                                                                   |               | 15' Ignacio Tuhuteru 37' Ignacio Tuhuteru                                                                                       |                       |
| 17e speelronde | BV Veeendam                                                       | 2 – 1 (2 – 0) | FC Zwolle | Opstelling FC Zwolle: |
| 15 december 1998 Aanvangstijd: --:-- uur Plaats: Veendam De Langeleegte Toeschouwers: 3.734 Scheidsrechter: Wilfried van der Pas          | Edwin de Kruijff 8' Bob Mulder 32'                                |               | 90' Sieme Zijm |                       |
| 18e speelronde | FC Zwolle                                                         | 3 – 2 (1 – 0) | FC Den Bosch | Opstelling FC Zwolle: |
| 19 december 1998 Aanvangstijd: --:-- uur Plaats: Zwolle Oosterenkstadion Toeschouwers: 3.650 Scheidsrechter: Ad van Meerkerk              | Gerald van den Belt 19' Sami Ristilä 78' Arne Slot 83'            |               | 50' Harry van der Laan 89' Paul Janssen                                                                                         |                       |
| 19e speelronde | Excelsior                                                         | 3 – 2 (2 – 0) | FC Zwolle | Opstelling FC Zwolle: |
| 30 januari 1999 Aanvangstijd: --:-- uur Plaats: Rotterdam Stadion Woudestein Toeschouwers: 1.648 Scheidsrechter: Eric Braamhaar           | Damien Hertog 9' Ellery Cairo 40' Alpha Turay 65'                 |               | 71' (e.d.) Michael van der Kruis 75' Robert Wijnands                                                                            |                       |
| 20e speelronde | FC Zwolle                                                         | 1 – 2 (1 – 1) | Helmond Sport | Opstelling FC Zwolle: |
| 15 februari 1999 Aanvangstijd: --:-- uur Plaats: Zwolle Oosterenkstadion Toeschouwers: 2.750 Scheidsrechter: Rien Koopman                 | Ignacio Tuhuteru 18'                                              |               | 9' Jeffrey Kooistra 90' Remco Evers                                                                                             |                       |
| 21e speelronde | Eindhoven                                                         | 1 – 4 (0 – 2) | FC Zwolle | Opstelling FC Zwolle: |
| 20 februari 1999 Aanvangstijd: --:-- uur Plaats: Eindhoven Jan Louwersstadion Toeschouwers: 1.850 Scheidsrechter: Wout Schaap             | Kurt Thysbaert 86'                                                |               | 28' Albert van der Haar 38' Arne Slot 55' Martijn Abbenhues 89' Martijn Abbenhues                                               |                       |
| 22e speelronde | FC Zwolle                                                         | 1 – 0 (0 – 0) | Dordrecht '90 | Opstelling FC Zwolle: |
| 24 februari 1999 Aanvangstijd: --:-- uur Plaats: Zwolle Oosterenkstadion Toeschouwers: 2.750 Scheidsrechter: Eric Kooij                   | Martijn Abbenhues 62'                                             |               | |                       |
| 23e speelronde | FC Groningen                                                      | 0 – 0         | FC Zwolle | Opstelling FC Zwolle: |
| 28 februari 1999 Aanvangstijd: --:-- uur Plaats: Groningen Stadion Oosterpark Toeschouwers: 6.800 Scheidsrechter: Ruud Bossen             |                                                                   |               | |                       |
| 24e speelronde | FC Zwolle                                                         | 1 – 2 (0 – 1) | VVV | Opstelling FC Zwolle: |
| 6 maart 1999 Aanvangstijd: --:-- uur Plaats: Zwolle Oosterenkstadion Toeschouwers: 2.550 Scheidsrechter: Arie Brink                       | Arne Slot 88'                                                     |               | 6' Pol van Boekel 86' Michael Evans                                                                                             |                       |
| 25e speelronde | Telstar                                                           | 1 – 2 (0 – 1) | FC Zwolle | Opstelling FC Zwolle: |
| 15 maart 1999 Aanvangstijd: --:-- uur Plaats: Velsen-Zuid Sportpark Schoonenberg Toeschouwers: 1.161 Scheidsrechter: Coen Droste          | Michel Ribeiro 67'                                                |               | 40' Martijn Abbenhues 90' Sami Ristilä                                                                                          |                       |
| 26e speelronde | FC Zwolle                                                         | 0 – 1 (0 – 0) | Heracles Almelo | Opstelling FC Zwolle: |
| 20 maart 1999 Aanvangstijd: --:-- uur Plaats: Zwolle Oosterenkstadion Toeschouwers: 3.450 Scheidsrechter: Rien Koopman                    |                                                                   |               | 64' Niki Leferink |                       |
| 27e speelronde | Emmen                                                             | 3 – 0 (1 – 0) | FC Zwolle | Opstelling FC Zwolle: |
| 5 april 1999 Aanvangstijd: --:-- uur Plaats: Emmen Stadion Meerdijk Toeschouwers: 5.350 Scheidsrechter: Dick van Egmond                   | Peter Hofstede 3' Roy Stroeve 65' Peter Hofstede 87'              |               | |                       |
| 28e speelronde | FC Zwolle                                                         | 1 – 0 (0 – 0) | TOP Oss | Opstelling FC Zwolle: |
| 10 april 1999 Aanvangstijd: --:-- uur Plaats: Zwolle Oosterenkstadion Toeschouwers: 2.850 Scheidsrechter: Ab Schuurmans                   | Albert van der Haar 48'                                           |               | |                       |
| 29e speelronde | FC Volendam                                                       | 1 – 1 (0 – 0) | FC Zwolle | Opstelling FC Zwolle: |
| 19 april 1999 Aanvangstijd: --:-- uur Plaats: Volendam Krasstadion Toeschouwers: 3.244 Scheidsrechter: Peter van Dongen                   | Jan Bruin 72'                                                     |               | 87' Sami Ristilä |                       |
| 30e speelronde | FC Zwolle                                                         | 3 – 1 (1 – 1) | Excelsior | Opstelling FC Zwolle: |
| 24 april 1999 Aanvangstijd: --:-- uur Plaats: Zwolle Oosterenkstadion Toeschouwers: 2.750 Scheidsrechter: Ron Karremans                   | Daniël Rijaard (e.d.) 34' Arne Slot 50' Marco Roelofsen (pen) 90' |               | 10' Alpha Turay |                       |
| 31e speelronde | Go Ahead Eagles                                                   | 2 – 3 (1 – 0) | FC Zwolle | Opstelling FC Zwolle: |
| 1 mei 1999 Aanvangstijd: --:-- uur Plaats: Deventer De Adelaarshorst Toeschouwers: 5.500 Scheidsrechter: Hennie Merks                     | Hendrie Krüzen (pen) 41' John Stegeman 87'                        | IJsselderby   | 65' Arne Slot 67' Robert Wijnands 90' Arne Slot                                                                                 |                       |
| 32e speelronde | FC Zwolle                                                         | 2 – 1 (0 – 1) | ADO Den Haag | Opstelling FC Zwolle: |
| 8 mei 1999 Aanvangstijd: --:-- uur Plaats: Zwolle Oosterenkstadion Toeschouwers: 3.750 Scheidsrechter: Jack van Hulten                    | Marco Roelofsen 49' Arne Slot 69'                                 |               | 36' Maurice Steijn |                       |
| 33e speelronde | RBC                                                               | 3 – 1 (1 – 0) | FC Zwolle | Opstelling FC Zwolle: |
| 15 mei 1999 Aanvangstijd: --:-- uur Plaats: Roosendaal Sportpark De Luiten Toeschouwers: 2.750 Scheidsrechter: Rien Koopman               | John van Loenhout 24' Frank Weijers 61' John Lammers 73'          |               | 54' (pen) Arne Slot |                       |
| 34e speelronde | FC Zwolle                                                         | 0 – 0         | Haarlem | Opstelling FC Zwolle: |
| 22 mei 1999 Aanvangstijd: --:-- uur Plaats: Zwolle Oosterenkstadion Toeschouwers: 2.750 Scheidsrechter: Ad van Meerkerk                   |                                                                   |               | |                       |

### KNVB Beker
| Groepsfase                                                                                                   | FC Zwolle | 0 – 3 (0 – 1)  | De Graafschap                                            | Opstelling FC Zwolle: |
| 11 augustus 1998 Plaats: Zwolle Oosterenkstadion Toeschouwers: 1.700 Scheidsrechter: Harry van Beek          | |                | 18' Dennis Gerritsen 51' Eric Viscaal 86' Ville Väisänen |                       |
| Groepsfase                                                                                                   | ACV | 0 – 0          | FC Zwolle                                                | Opstelling FC Zwolle: |
| 15 augustus 1998 Plaats: Assen Sportpark Het Stadsbroek Toeschouwers: 800 Scheidsrechter: n.n.b.             | |                |                                                          |                       |
| Groepsfase                                                                                                   | FC Zwolle | 13 – 0 (7 – 0) | Drachten                                                 | Opstelling FC Zwolle: |
| 26 augustus 1998 Plaats: Zwolle Oosterenkstadion Toeschouwers: 1.000 Scheidsrechter: Jaap Uilenberg          | Ignacio Tuhuteru 5' Dirk-Jan Derksen 15' Ignacio Tuhuteru 21' Jan Gerver 30' Dirk-Jan Derksen 34' Jan Gerver 38' Dirk-Jan Derksen 44' Jan Gerver 54' Dirk-Jan Derksen 57' Dirk-Jan Derksen 63' Arne Slot 68' Dirk-Jan Derksen 75' Dirk-Jan Derksen 88' |                |                                                          |                       |
| 2e ronde | Willem II | 0 – 2 (0 – 0)  | FC Zwolle                                                | Opstelling FC Zwolle: |
| 28 oktober 1998 Plaats: Tilburg Koning Willem II-stadion Toeschouwers: 2.083 Scheidsrechter: Herman van Dijk | |                | 55' Ignacio Tuhuteru 83' (e.d.) Geoffrey Prommayon       |                       |
| 1/8 finales                                                                                                  | FC Zwolle | 5 – 2 (2 – 2)  | Go Ahead Eagles                                          | Opstelling FC Zwolle: |
| 3 februari 1999 Plaats: Zwolle Oosterenkstadion Toeschouwers: 4.500 Scheidsrechter: Herman van Dijk          | Patrick Peelen (e.d.) 44' Marco Roelofsen 45' Dirk-Jan Derksen 60' Arne Slot 65' Dirk-Jan Derksen 75' |                | 14' Victor Sikora 35' Bram Marbus                        |                       |
| Kwartfinale                                                                                                  | FC Zwolle | 1 – 2 (0 – 1)  | Ajax                                                     | Opstelling FC Zwolle: |
| 24 maart 1999 Plaats: Zwolle Oosterenkstadion Toeschouwers: 7.000 Scheidsrechter: Jack van Hulten            | Sieme Zijm 51' |                | 45' Jari Litmanen 61' Gerald Sibon                       |                       |

### Nacompetitie
| Nacompetitie                                                                                         | Dordrecht '90                        | 2 – 2 (1 – 0) | FC Zwolle                                                                | Opstelling FC Zwolle: |
| 27 mei 1999 Plaats: Dordrecht De Krommedijk Toeschouwers: 2.300 Scheidsrechter: Jaap Uilenberg       | Chima Onyeike 11' Mischa Rook 86'    |               | 61' Ignacio Tuhuteru 87' Marco Roelofsen                                 |                       |
| Nacompetitie                                                                                         | FC Zwolle                            | 0 – 0         | RKC Waalwijk                                                             | Opstelling FC Zwolle: |
| 30 mei 1999 Plaats: Zwolle Oosterenkstadion Toeschouwers: 4.350 Scheidsrechter: Jan Wegereef         |                                      |               |                                                                          |                       |
| Nacompetitie                                                                                         | Emmen                                | 1 – 3 (1 – 2) | FC Zwolle                                                                | Opstelling FC Zwolle: |
| 11 juni 1999 Plaats: Emmen Stadion Meerdijk Toeschouwers: 5.790 Scheidsrechter: Dick Jol             | Roy Stroeve 15'                      |               | 13' Sieme Zijm 40' Arne Slot 90' Martijn Abbenhues                       |                       |
| Nacompetitie                                                                                         | FC Zwolle                            | 2 – 1 (0 – 0) | Emmen                                                                    | Opstelling FC Zwolle: |
| 13 juni 1999 Plaats: Zwolle Oosterenkstadion Toeschouwers: 4.550 Scheidsrechter: Roelof Luinge       | Arne Slot 60' Martijn Abbenhues 89'  |               | 90' Michel van Oostrum                                                   |                       |
| Nacompetitie                                                                                         | RKC Waalwijk                         | 2 – 0 (0 – 0) | FC Zwolle                                                                | Opstelling FC Zwolle: |
| 16 juni 1999 Plaats: Waalwijk Mandemakers Stadion Toeschouwers: 6.200 Scheidsrechter: Eric Braamhaar | Hans van Arum 50' Tim Cornelisse 90' |               |                                                                          |                       |
| Nacompetitie                                                                                         | FC Zwolle                            | 1 – 4 (0 – 3) | Dordrecht '90                                                            | Opstelling FC Zwolle: |
| 19 juni 1999 Plaats: Zwolle Oosterenkstadion Toeschouwers: 2.000 Scheidsrechter: Hennie de Graaf     | Ignacio Tuhuteru 84'                 |               | 26' Jerry Simons 32' Mischa Rook 43' Jermaine Sandvliet 46' Jerry Simons |                       |

## Selectie en technische staf

### Selectie 1998/99
| Nr.           | Nat.               | Naam                | Competitie | Competitie | Beker      | Beker      | Play-offs  | Play-offs  | Totaal     | Totaal     | Contract   | Seizoen    | Vorige club          | Debuut           |
| Nr.           | Nat.               | Naam                | W          |            | W          |            | W          |            | W          |            | Contract   | Seizoen    | Vorige club          | Debuut           |
| Doelmannen    | Doelmannen         | Doelmannen          | Doelmannen | Doelmannen | Doelmannen | Doelmannen | Doelmannen | Doelmannen | Doelmannen | Doelmannen | Doelmannen | Doelmannen | Doelmannen           | Doelmannen       |
| ------------- | ------------------ | ------------------- | ---------- | ---------- | ---------- | ---------- | ---------- | ---------- | ---------- | ---------- | ---------- | ---------- | -------------------- | ---------------- |
| -             | Vlag van Nederland | Henry Louwdijk      | 0          | 0          | 0          | 0          | 0          | 0          | 0          | 0          | –          | 1e         | Jeugd                | -                |
| -             | Vlag van Nederland | Henk Timmer         | 34         | 0          | 0          | 0          | 0          | 0          | 34         | 0          | –          | 10e        | Jeugd                | -                |
| Verdedigers   |                    |                     |            |            |            |            |            |            |            |            |            |            |                      |                  |
| -             | Vlag van Nederland | Claus Boekweg       | 30         | 2          | 0          | 0          | 0          | 0          | 30         | 2          | –          | 4e         | FC Groningen         | -                |
| -             | Vlag van Nederland | Danny den Ouden     | 24         | 0          | 0          | 0          | 0          | 0          | 24         | 0          | –          | 2e         | MVV                  | -                |
| -             | Vlag van Finland   | Jussi Nuorela       | 11         | 0          | 0          | 0          | 0          | 0          | 11         | 0          | –          | 2e         | FC Haka Valkeakoski  | -                |
| -             | Vlag van Nederland | Albert van der Haar | 28         | 2          | 0          | 0          | 0          | 0          | 28         | 2          | –          | 5e         | Jeugd                | -                |
| -             | Vlag van Nederland | Robert Wijnands     | 23         | 3          | 0          | 0          | 0          | 0          | 23         | 3          | –          | 3e         | FC Utrecht           | -                |
| Middenvelders |                    |                     |            |            |            |            |            |            |            |            |            |            |                      |                  |
| -             | Vlag van Nederland | Marcel Boudesteyn   | 13         | 0          | 0          | 0          | 0          | 0          | 13         | 0          | –          | 3e         | FC Groningen         | -                |
| -             | Vlag van Nederland | Jan Gerver          | 13         | 1          | 0          | 3          | 0          | 0          | 13         | 4          | –          | 1e         | telstar              | -                |
| -             | Vlag van Nederland | Marco Roelofsen     | 30         | 5          | 0          | 1          | 0          | 1          | 30         | 7          | –          | 4e         | sc Heerenveen        | -                |
| -             | Vlag van Nederland | Harry Sinkgraven    | 33         | 0          | 3          | 0          | 3          | 0          | 39         | 0          | –          | 5e         | Cambuur Leeuwarden   | -                |
| -             | Vlag van Nederland | Arne Slot           | 31         | 12         | 6          | 2          | 6          | 2          | 43         | 16         | –          | 4e         | Jeugd                | -                |
| -             | Vlag van Nederland | Gerald van den Belt | 32         | 3          | 0          | 0          | 0          | 0          | 32         | 3          | –          | 4e         | Jeugd                | -                |
| -             | Vlag van Nederland | Jan Wicher Vellinga | 1          | 0          | 0          | 0          | 0          | 0          | 1          | 0          | –          | 4e         | Jeugd                | -                |
| Aanvallers    |                    |                     |            |            |            |            |            |            |            |            |            |            |                      |                  |
| -             | Vlag van Nederland | Martijn Abbenhues   | 21         | 5          | 0          | 0          | 0          | 2          | 21         | 7          | –          | 1e         | FC Twente            | -                |
| -             | Vlag van Nederland | Arjan Bosschaart    | 25         | 2          | 0          | 0          | 0          | 0          | 25         | 2          | –          | 3e         | Sparta Rotterdam     | -                |
| -             | Vlag van Nederland | Dirk-Jan Derksen    | 33         | 4          | 0          | 9          | 0          | 0          | 33         | 13         | –          | 1e         | Dordrecht '90        | -                |
| -             | Vlag van Nederland | Duncan van Moll     | 5          | 0          | 0          | 0          | 0          | 0          | 5          | 0          | –          | 1e         | Jeugd                | 5 september 1998 |
| -             | Vlag van Finland   | Sami Ristilä        | 25         | 5          | 0          | 0          | 0          | 0          | 25         | 5          | –          | 3e         | FC Haka Valkeakoski  | -                |
| -             | Vlag van Nederland | Edwin Starke        | 0          | 0          | 0          | 0          | 0          | 0          | 0          | 0          | –          | 1e         | Jeugd                | -                |
| -             | Vlag van Nederland | Ignacio Tuhuteru    | 25         | 9          | 0          | 3          | 0          | 2          | 25         | 14         | –          | 1e         | Sembawang Rangers FC | -                |
| -             | Vlag van Nederland | Sieme Zijm          | 30         | 2          | 0          | 1          | 0          | 1          | 30         | 4          | –          | 2e         | AZ                   | -                |
| Nr.           | Nat.               | Naam                | W          |            | W          |            | W          |            | W          |            | Contract   | Seizoen    | Vorige club          | Debuut           |
| Nr.           | Nat.               | Naam                | Competitie | Competitie | Beker      | Beker      | Play-offs  | Play-offs  | Totaal     | Totaal     | Contract   | Seizoen    | Vorige club          | Debuut           |

### Technische staf
| Naam             | Functie      | Bijzonderheid        |
| ---------------- | ------------ | -------------------- |
| Jan Everse       | Hoofdtrainer | Tot 24 december 1998 |
| Dwight Lodeweges | Hoofdtrainer | Vanaf 1 januari 1999 |

## Statistieken FC Zwolle 1998/99

### Eindstand FC Zwolle in de Nederlandse eerste divisie 1998 / 1999
| Stand | Gespeeld | Gewonnen | Gelijk | Verloren | Punten | Doelpunten voor | Doelpunten tegen | Gele kaarten | Rode kaarten |
| ----- | -------- | -------- | ------ | -------- | ------ | --------------- | ---------------- | ------------ | ------------ |
| 5e    | 34       | 15       | 9      | 10       | 54     | 57              | 42               | -            | -            |

### Topscorers
| #                | Naam                              | Goal |
| ---------------- | --------------------------------- | ---- |
| 1.               | Arne Slot                         | 12   |
| 2.               | Ignacio Tuhuteru                  | 9    |
| 3.               | Martijn Abbenhues                 | 5    |
| 3.               | Sami Ristilä                      | 5    |
| 3.               | Marco Roelofsen                   | 5    |
| 6.               | Dirk-Jan Derksen                  | 4    |
| 7.               | Gerald van den Belt               | 3    |
| 7.               | Robert Wijnands                   | 3    |
| 9.               | Claus Boekweg                     | 2    |
| 9.               | Arjan Bosschaart                  | 2    |
| 9.               | Albert van der Haar               | 2    |
| 9.               | Sieme Zijm                        | 2    |
| 13.              | Jan Gerver                        | 1    |
| Eigen doelpunten |                                   |      |
| –                | Michael van der Kruis (Excelsior) | 1    |
| –                | Daniël Rijaard (Excelsior)        | 1    |
| Totaal           | Totaal                            | 57   |

| #                | Naam                             | Goal |
| ---------------- | -------------------------------- | ---- |
| 1.               | Dirk Jan Derksen                 | 9    |
| 2.               | Jan Gerver                       | 3    |
| 2.               | Ignacio Tuhuteru                 | 3    |
| 4.               | Arne Slot                        | 2    |
| 5.               | Marco Roelofsen                  | 1    |
| 5.               | Sieme Zijm                       | 1    |
| Eigen doelpunten |                                  |      |
| –                | Patrick Peelen (Go Ahead Eagles) | 1    |
| –                | Geoffrey Prommayon (Willem II)   | 1    |
| Totaal           | Totaal                           | 21   |

| #      | Naam              | Goal |
| ------ | ----------------- | ---- |
| 1.     | Martijn Abbenhues | 2    |
| 1.     | Arne Slot         | 2    |
| 1.     | Ignacio Tuhuteru  | 2    |
| 4.     | Marco Roelofsen   | 1    |
| 4.     | Sieme Zijm        | 1    |
| Totaal | Totaal            | 8    |

### Kaarten
| #      | Naam        |   |
| ------ | ----------- | - |
| 1.     | Naam speler | - |
| Totaal | Totaal      | - |

| #      | Naam        |   |
| ------ | ----------- | - |
| 1.     | Naam speler | - |
| Totaal | Totaal      | - |

| #      | Naam        |   |
| ------ | ----------- | - |
| 1.     | Naam speler | - |
| Totaal | Totaal      | - |

### Punten per speelronde
| Speelronde | 1 | 2 | 3 | 4 | 5 | 6 | 7 | 8 | 9 | 10 | 11 | 12 | 13 | 14 | 15 | 16 | 17 | 18 | 19 | 20 | 21 | 22 | 23 | 24 | 25 | 26 | 27 | 28 | 29 | 30 | 31 | 32 | 33 | 34 |
| ---------- | - | - | - | - | - | - | - | - | - | -- | -- | -- | -- | -- | -- | -- | -- | -- | -- | -- | -- | -- | -- | -- | -- | -- | -- | -- | -- | -- | -- | -- | -- | -- |
| Punten     | 0 | 1 | 1 | 3 | 1 | 3 | 1 | 3 | 0 | 1  | 1  | 3  | 3  | 0  | 3  | 3  | 0  | 3  | 0  | 0  | 3  | 3  | 1  | 0  | 3  | 0  | 0  | 3  | 1  | 3  | 3  | 3  | 0  | 1  |

### Punten na speelronde
| Speelronde | 1 | 2 | 3 | 4 | 5 | 6 | 7  | 8  | 9  | 10 | 11 | 12 | 13 | 14 | 15 | 16 | 17 | 18 | 19 | 20 | 21 | 22 | 23 | 24 | 25 | 26 | 27 | 28 | 29 | 30 | 31 | 32 | 33 | 34 |
| ---------- | - | - | - | - | - | - | -- | -- | -- | -- | -- | -- | -- | -- | -- | -- | -- | -- | -- | -- | -- | -- | -- | -- | -- | -- | -- | -- | -- | -- | -- | -- | -- | -- |
| Punten     | 0 | 1 | 2 | 5 | 6 | 7 | 10 | 10 | 11 | 12 | 15 | 18 | 18 | 21 | 24 | 24 | 27 | 27 | 27 | 30 | 33 | 34 | 34 | 37 | 37 | 37 | 40 | 41 | 44 | 47 | 50 | 53 | 53 | 54 |

### Stand na speelronde
| Speelronde | 1   | 2   | 3   | 4   | 5   | 6  | 7  | 8  | 9   | 10  | 11  | 12 | 13 | 14 | 15 | 16 | 17 | 18 | 19 | 20 | 21 | 22 | 23 | 24 | 25 | 26 | 27 | 28 | 29 | 30 | 31 | 32 | 33 | 34 |
| ---------- | --- | --- | --- | --- | --- | -- | -- | -- | --- | --- | --- | -- | -- | -- | -- | -- | -- | -- | -- | -- | -- | -- | -- | -- | -- | -- | -- | -- | -- | -- | -- | -- | -- | -- |
| Stand      | 15e | 14e | 13e | 11e | 11e | 8e | 9e | 8e | 10e | 11e | 11e | 8e | 6e | 6e | 6e | 5e | 6e | 5e | 6e | 9e | 6e | 5e | 6e | 8e | 5e | 6e | 7e | 7e | 6e | 6e | 6e | 4e | 5e | 5e |

### Doelpunten per speelronde
| Speelronde | 1 | 2 | 3 | 4 | 5 | 6 | 7 | 8 | 9 | 10 | 11 | 12 | 13 | 14 | 15 | 16 | 17 | 18 | 19 | 20 | 21 | 22 | 23 | 24 | 25 | 26 | 27 | 28 | 29 | 30 | 31 | 32 | 33 | 34 | Totaal |
| ---------- | - | - | - | - | - | - | - | - | - | -- | -- | -- | -- | -- | -- | -- | -- | -- | -- | -- | -- | -- | -- | -- | -- | -- | -- | -- | -- | -- | -- | -- | -- | -- | ------ |
| Doelpunten | 0 | 0 | 1 | 3 | 1 | 6 | 1 | 5 | 0 | 1  | 2  | 2  | 3  | 1  | 3  | 2  | 1  | 3  | 2  | 1  | 4  | 1  | 0  | 1  | 2  | 0  | 0  | 1  | 1  | 3  | 3  | 2  | 1  | 0  | 57     |

## Mutaties

### Zomer

#### Aangetrokken
| Nr. | Nat. | Naam             | Van                  | Type | Contract | Transfersom | Bijzonderheid |
| --- | ---- | ---------------- | -------------------- | ---- | -------- | ----------- | ------------- |
| -   | NL   | Dirk-Jan Derksen | Dordrecht '90        | -    | n.v.t.   | n.v.t.      | -             |
| -   | NL   | Jan Gerver       | Telstar              | -    | n.v.t.   | n.v.t.      | -             |
| -   | NL   | Henry Louwdijk   | Jeugd                | -    | n.v.t.   | n.v.t.      | -             |
| -   | NL   | Duncan van Moll  | Jeugd                | -    | n.v.t.   | n.v.t.      | -             |
| -   | NL   | Edwin Starke     | Jeugd                | -    | n.v.t.   | n.v.t.      | -             |
| -   | NL   | Ignacio Tuhuteru | Sembawang Rangers FC | -    | n.v.t.   | n.v.t.      | -             |

#### Statistieken transfers zomer
| Gekochte spelers | Verkochte spelers | Gehuurde spelers | Verhuurde spelers | Spelers terug van verhuurperiode | Spelers einde van huurperiode | Transfervrij aangetrokken spelers | Transfervrij vertrokken spelers | Doorgestroomde jeugdspelers |
| ---------------- | ----------------- | ---------------- | ----------------- | -------------------------------- | ----------------------------- | --------------------------------- | ------------------------------- | --------------------------- |
| 0                | 0                 | 0                | 0                 | 0                                | 0                             | 3                                 | 0                               | 3                           |

### Winter

#### Aangetrokken
| Nr. | Nat. | Naam              | Van       | Type | Contract | Transfersom | Bijzonderheid |
| --- | ---- | ----------------- | --------- | ---- | -------- | ----------- | ------------- |
| -   | NL   | Martijn Abbenhues | FC Twente | -    | n.v.t.   | n.v.t.      | -             |

#### Statistieken transfers winter
| Gekochte spelers | Verkochte spelers | Gehuurde spelers | Verhuurde spelers | Spelers terug van verhuurperiode | Spelers einde van huurperiode | Transfervrij aangetrokken spelers | Transfervrij vertrokken spelers | Doorgestroomde jeugdspelers |
| ---------------- | ----------------- | ---------------- | ----------------- | -------------------------------- | ----------------------------- | --------------------------------- | ------------------------------- | --------------------------- |
| 0                | 0                 | 0                | 0                 | 0                                | 0                             | 1                                 | 0                               | 0                           |

## Voetnoten
ADO Den Haag ·
FC Den Bosch ·
Dordrecht '90 ·
Eindhoven ·
Emmen ·
Excelsior ·
Go Ahead Eagles ·
FC Groningen ·
Haarlem ·
Helmond Sport ·
Heracles Almelo ·
RBC ·
Telstar ·
TOP Oss ·
BV Veendam ·
FC Volendam ·
VVV ·
FC Zwolle